# Акамант (сын Тесея)
Акамант (др.-греч. Ἀκάμας, Ἀκάμαντος) — персонаж древнегреческой мифологии из аттического цикла, сын Тесея и брат Демофонта, с которым его иногда путали древние авторы. Участник Троянской войны, возлюбленный дочери Приама Лаодики и (по одной из версий мифа) фракийской царевны Филлиды, эпоним аттической филы Акамантида. Легендарный основатель города Солы на Кипре, герой ряда произведений античного изобразительного искусства.

## В мифологии
Античные авторы называют Акаманта сыном афинского царя Тесея и его второй жены Федры, дочери Миноса, братом Демофонта (в альтернативной версии мать Акаманта и Демофонта — сестра Федры Ариадна). Согласно Плутарху, Тесеиды выросли на Эвбее, в доме местного царя Элефенора, к которому их отправил отец накануне своих изгнания и гибели. Когда троянский царевич Парис похитил жену спартанского царя Менелая Елену, Акамант вместе с Диомедом поехал в Трою, чтобы потребовать возвращения похищенной. Послы получили отказ, но дочь царя Приама Лаодика влюбилась в Акаманта и разделила с ним ложе, после чего родила сына Мунита.
Сыновья Тесея приняли участие в осаде Трои. Акамант командовал той частью ахейской армии, которая грабила Херсонес Фракийский, чтобы добыть продовольствие для основных сил, позже был в числе героев, прятавшихся в деревянном коне, а после взятия города получил в качестве своей доли добычи двух пленниц — захваченных когда-то Диоскурами Эфру (мать Тесея) и Климену (возможно, сестру Пирифоя). Согласно схолиям к «Троянкам» Еврипида, Тесеиды участвовали в осаде Трои только для того, чтобы освободить бабку. После победы они, согласно одному из вариантов мифа, вернулись в Афины и установили свою власть над городом, согласно другому — отправились на Кипр, где основали город Солы.
С одним из Тесеидов (у Псевдо-Аполлодора это Демофонт, у Лукиана и Иоанна Цеца — Акамант) связан миф о Филлиде, дочери царя фракийского племени бисалтов. Она влюбилась в сына Тесея, проезжавшего через Фракию на пути от Трои в Элладу. Герой женился на Филлиде и получил в приданое царскую власть, но позже всё-таки уехал, перед этим поклявшись, что вернётся. Филлида на прощание подарила ему ящик с неизвестным содержимым и, по словам Псевдо-Аполлодора, «запретила… открывать этот ящик до тех пор, пока он не потеряет надежду на возвращение к ней». Тесеид не успел возвратиться к назначенному сроку. Заподозрив, что муж покинул её навсегда, царица прокляла его и покончила с собой. На этом месте выросло миндальное дерево. Мужа в момент смерти жены посетило чувство жгучего любопытства, он открыл ящик, пришёл в ужас от увиденного, вскочил на коня и поскакал с мечом в руках; во время бешеной скачки он упал, напоролся на собственный меч и умер.

## В культуре
Сыновья Тесея не упоминаются в поэмах Гомера, на что обратили внимание ещё в древности. Самый ранний из известных науке текстов, в которых фигурирует Акамант, — «Разрушение Илиона» Арктина Милетского, относящееся к киклическим поэмам. Оно стало источником сюжетного материала для афинских трагиков классической эпохи, благодаря чему Акамант упоминается в пьесах Софокла («Филоктет») и Еврипида («Троянки», «Гекуба», «Гераклиды»). Он появляется и в более поздних литературных памятниках, причём древние авторы не всегда отличают его от брата, из-за чего иногда происходит путаница. Римский поэт Вергилий упоминает Акаманта в «Энеиде».
Миф о сыновьях Тесея стал важным фактором в политике Афин классической эпохи. В частности, обосновывая свои права на колонию Амфиполь в Южной Фракии, афиняне заявляли, что Акамант получил этот регион в приданое за Филлидой. Легенды о том, как Тесеиды приходили на помощь гонимым и обиженным (например, Эфре), использовались для создания позитивного образа афинского полиса и для оправдания его внешнеполитической активности.
Освобождение Эфры внуками стало одной из любимых тем аттических вазописцев. Сохранились сосуды, на которых Акамант изображён как участник разрушения Трои, как свидетель ссоры Одиссея с Диомедом из-за палладия. Этот герой был изображён вместе с другими участниками взятия Трои на одной из картин Полигнота, которая во II веке н. э. находилась в Дельфах (сохранилось её описание, сделанное Павсанием). В этом же городе стояла статуя Акаманта — рядом с изваяниями Эгея, Эрехтея, Пандиона и других героев-эпонимов. Этого Тесеида считали основателем городов Солы на Кипре и Акамантий во Фригии, с ним связывали названия мыса на Кипре (Акамантий) и аттической филы (Акамантида).
Исследователи видят явное сходство в рассказах древних о любви к Акаманту или его брату троянки Лаодики и фракийки Филлиды. Сообщения о деятельности Тесеидов во Фракии и на Кипре, по-видимому, связаны с наличием у классических Афин особых интересов в этих регионах.
Акамант действует в некоторых художественных произведениях, посвящённых его отцу. В частности, это роман Мэри Рено «Бык из моря».